# Lea (Herefordshire)
Pour les articles homonymes, voir Lea.
Lea est une paroisse civile et un village du Herefordshire, en Angleterre.